# Оксидазы
Оксидазы — окислительные ферменты класса оксидоредуктаз. В настоящее время[когда?] найдено очень много разнообразных окислительных ферментов, как растительного, так и животного происхождения. В живых клетках оксидазы служат катализаторами окислительно-восстановительных реакций и классифицируются на металлоферменты и флавопротеиды.
В большинстве случаев каждый из них исполняет свою определённую функцию. Например, тирозиназа, находящаяся в различных грибах, окисляет тирозин.